# Ozeljan
Ozelján je naselje vaškega značaja v spodnji Vipavski dolini. Sestavljajo ga sklenjeno naselje ob stranski cesti (odcep od ceste Razdrto-Nova Gorica), staro jedro pod pobočji Trnovskega gozda ob cerkvi sv. Jakoba in več zaselkov.

## Etimologija
Izvor krajevnega imena je nejasen, vendar je verjetno romanskega izvora. Izhajati je mogoče iz imena posestva Auceliānus, tvorjenega iz latinskega osebnega imena Aucelius. Manj verjetno je izvajanje prek Auceliānus iz osebnega latinskega imena Auselius, kar je dalo zelo pogosto latinsko osebno ime Aurelius. Če je druga domneva vendarle pravilna, je ime Auselius stara izposojenka iz latinščine v času pred rotacizmom v neki severnoitalski jezik, najverjetneje venetščino. V starih zapisih se kraj omenja okoli leta 1200 kot De Ozelan, 1389 Oslan. 

## Zgodovina
Ozeljan se v zgodovinskih virih prvič omenja leta 1176, ko je papež Aleksander III. Oglejskemu kapitlju potrdil služnostne pravice. Vasica je bila brez naravne obrambe in zelo izpostavljena vsem napadom, zato je bila tudi skupaj z lokalno cerkvijo večkrat žrtev otomanskih napadov. Leta 1868 je bil v Ozeljanu organiziran velik Šempaski narodni tabor za Zedinjeno Slovenijo.